# Бюль (футбольный клуб, Фрибур)
ФК Бюль (фр. FC Bulle) — швейцарский футбольный клуб из города Бюль. Образован в 1910 году. В настоящее время выступает в Швейцарской Первой лиге, четвёртой лиге в футбольной системе Швейцарии. Домашним стадионом команды служит Стад де Булейре, вмещающий 5 200 человек. 
В сезоне 2003/2004 клуб вышел в плей-офф Кубка Швейцарии (1/8 финала), но проиграл клубу Тун.